# Periclimenes vaubani
Periclimenes vaubani är en kräftdjursart som beskrevs av Bruce 1990. Periclimenes vaubani ingår i släktet Periclimenes och familjen Palaemonidae. Inga underarter finns listade i Catalogue of Life.